# Karolin (Piotrówek)
Karolin – przysiółek wsi Piotrówek w Polsce, położony w województwie dolnośląskim, w powiecie wrocławskim, w gminie Jordanów Śląski. 
W latach 1975–1998 Karolin należał administracyjnie do województwa wrocławskiego.
Jest to dawny folwark wraz z osadą przyfolwarczną położony u podnóża Wzgórz Oleszeńskich na wys. 190–220 m.
Przepływający przez wieś potok powyżej wyżłobił w zboczu jar dochodzący do 2 rn głębokości przy szerokości ok. 5 m. Drugi węższy jar znajduje się na pn. zach. od wsi wśród pól.
W Karolinie zachował się cały dawny zespół dworski składający się z pałacu, oficyny dworskiej i zabudowań gospodarczych. Wszystko użytkowane obecnie przez PRP "KAROLIN".
Pałac jest obiektem klasycystycznym z końca XVIII w. Jest to budynek dwupiętrowy z ryzalitem szczytowym oraz wejściem głównym obramionym pilastrami z frontonem nad nimi. Dach nad głównym korpusem dwuspadowy, całość kryta dachówką. Elewacje ozdobione gzymsami: międzykondygnacyjnym, podokiennym i bardzo ładnym wieńczącym. W pałacu obecnie dyrekcja gospodarstwa.
Za pałacem park z końca XVIII w. o pow. 1,5 ha dość dobrze utrzymany. W drzewostanie dęby, kasztanowce, buki, klony, topole, sosna wejmutka, kasztan jadalny, robinie. Na środku pomnikowy dąb o obwodzie 395 cm i wysokości 24 m.
Poniżej pałacu przy wejściu na podwórze gospodarstwa po lewej, oficyna dworska dwupiętrowa z dachem dwuspadowym z naczółkami. Elewacja od podwórza ozdobiona w środku pilastrami i ozdobnym zwieńczeniem drzwi wejściowych.
Po drugiej stronie wjazdu stajnia murowana pochodząca z 1886r. zbudowana z kamienia i cegły z ozdobnymi sterczynami w narożnikach, z dachem dwuspadowym.
Naprzeciw stajni po drugiej stronie podwórza obora murowana z końca XIX w., również z dachem dwuspadowym.
Dość ładnym jest też dom nr 6 zbudowany u stylu klasycystycznym, parterowy, kryty dachem czterospadowym.
Idąc w górę lewym brzegiem potoku zobaczymy jeszcze ciekawą drewnianą kapliczkę słupową. Nad potokiem wiosną kwitną przebiśniegi.

Wyciąg z historii

1. Poprzednie nazwy miejscowości:
1375 r. - Karlsdorff;
1845 r. - Karlsdorf.
2. Historia wsi i dóbr:
Majątek rycerski. W 1845 r. wieś należy do Rudolpha Hensa. Znajduje się tam pałac z folwarkiem, 18 domów, młyn wodny, browar, gorzelnia, cegielnia oraz hodowla 1102 merynosów. Wśród 156 mieszkańców jest 3 rzemieślników. Do majątku należy też przysiółek Karlsbrunn z młynem wodnym, 3 domami i 10 mieszkańcami. Od 1886 r. majątek w Karolinie stanowi całość z Winną Górą (Weinberg) i należy do rodziny von Websky. W 1898 r. właścicielem jest Wiktor von Websky. Dobra obejmują 402 ha ziemi, w tym 240 ha pól. Prowadzona jest hodowla bydła i merynosów, pracuje też cegielnia. W 1917 r. gospodarka majątku opiera się na hodowli bydła, uprawie buraków cukrowych, lnu, jęczmienia oraz roślin na nasiona. Na terenie majątku znajduje się kamieniołom. W 1937 r. obie miejscowości nadal stanowią jedną posiadłość, obejmującą m.in. 9 ha łąk, 14 ha pastwisk, 151 ha lasów, 1-hektarowy ogród. Kontynuowana jest działalność gospodarcza taka, jak w 1917 r. Wprowadzono dodatkowo hodowlę merynosów.
3. Wykaz znanych ze źródeł właścicieli wsi i dóbr:
1845 r. - Rudolph Hens;
od 1886 r. - rodzina von Websky;
1898 r. - Wiktor von Websky;

## Zabytki
Do wojewódzkiego rejestru zabytków wpisany jest:
- zespół pałacowy:
  - pałac, z końca XVIII w., przebudowany w XIX w.
  - oficyna, z XVIII/XIX w.
  - obora, z końca XIX w.
  - stajnia, z końca XIX w.
  - park, z XIX w.

## Szlaki turystyczne
Przełęcz Sulistrowicka - Karolin - Piotrówek - Rozdroże nad Piotrówkiem (koniec na szlaku zielonym pod Jańską Górą)